# M18 Хелкет
Ловац тенкова М18 Хелкет је америчко противоклопно самоходно возило из Другог светског рата. Карактерише га танак оклоп од свега 7-19 (12) мм, па је једина делотворна тактика против тешких немачких тенкова била тактика „удари и бежи“. Хелкет је био врло покретљив, максималне брзине 80 km на час. То је најбрже оклопно возило коришћено у Другом светском рату.

## Историја и развој
У децембру 1941. служба за развој наоружања у САД донела је захтев за изградњу брзог тенка који ће се с лакоћом кретати по бојишту. Први модели били су наоружани са 37 мм топом, но током борби у северној Африци тај топ се показао неефикасним против немачких и италијанских тенкова. Због тога је у следећи модел уграђен 57 мм топ, а даљним унапређењима и 75 мм топ. Задња изведба овог тенка била је наоружана са 76 мм топом.
За разлику од М10 Волверајн који је развијен на основи тенка М4 Шерман, М18 је у самом почетку развоја био замишљен као лаки ловац тенкова. Као резултат тога М18 је изузетно окретан и лаган, но највећа мана му је била отворен кров. Имао је 5 чланова посаде и 45 комада граната.
М18 имао је и великих мана. Највећа од њих је била изузетно танак оклоп и учиковитост његовог 76 мм топа на касније немачке тенкове Пантер и Тигар. Купола је била отворена, што значи да је посада била изложена снајперским нападима, ручним гранатама и осталим оружјем. Омер мале тежине и велике покретљивости довели су до неуравнотеженог дизајна. Иако је М18 имао изврсну максималну брзину, то му није пуно помогло на бојишту. Током битке у Арденима 1944. године када су брзи М18 коришћени како би се пробили по боку и дошли иза непријатељске линије одакле би гађали немачке тенкове у стражњи (тањи) део оклопа. Пошто су немачки тенкови имали споре куполе и систем циљања, М18 су им без већих проблема прилазили с бока.
М18 се наставио производити све до августа 1944. године када се рат ближио крају. Произведено је око 2.507 оваквих ловаца тенкова, а појединачна цена у то време била је 57.500 америчких долара.
Ово оружје је испоручено оклопним снагама ЈНА током педесетих година двадесетог века, а коришћено је и у ратним дејствима на просторима бивше СФРЈ, посебно у Босни. Један примерак је био укрцан и на оклопни воз Крајина експрес.
Муслиманске снаге у Босни су користиле један Т-55, коме је на место оригиналне куполе уграђена купола с оклопног возила М18. Један примерак овог преиначеног тенка највероватније је заробљен од стране српских снага током сукоба у Босни. М18 су виђени и у Косовском сукобу, али само као лажне мете за НАТО авионе.